# OperServ
 (mars 2023).
Si vous disposez d'ouvrages ou d'articles de référence ou si vous connaissez des sites web de qualité traitant du thème abordé ici, merci de compléter l'article en donnant les références utiles à sa vérifiabilité et en les liant à la section « Notes et références ».
OperServ est un composant de la plupart des Services IRC, servant à administrer un réseau IRC. Il fournit aux IrcOps des fonctions les aidant à gérer le réseau, les Services, et à contrôler les utilisateurs abusifs.

## Fonctions
La fonction la plus connue d'OperServ est la gestion des Lines, tel que les K-lines et G-Lines. Ces derniers servent à empêcher les fauteurs de troubles de se connecter, mais il existe d'autres types de lines destinées à différents usages. Leur fonction exacte dépend des permissions de l'IrcOp, mais aussi de l'implémentation des Services utilisée.
- K-line / G-line
- Jupe
- Global

En plus des fonctions d'administration, OperServ gère aussi une grande partie des systèmes de défense du réseau IRC via le mode DEFCON. Ce dernier permet, en cas d'attaque massive, de bloquer toute nouvelle connexion sans forcément déconnecter les utilisateurs déjà présents, ou encore d'interdire temporairement l'enregistrement de tout nouveau pseudonyme (Nickname) ou canal (avec NickServ et ChanServ). De plus, en fonction du niveau de défense choisi par l'administrateur, tous les canaux actifs peuvent se voir attribuer certains modes les protégeant des différents types d'attaques possibles (exemples : mode +i, +m, +M, +R, etc).

## Usage
OperServ étant réservé aux IrcOps, il est donc inaccessible à tout utilisateur non reconnu comme opérateur du réseau. Pour avoir accès aux fonctions d'OperServ, un utilisateur doit être enregistré (mot de passe d'oper-up et nom d'utilisateur) dans le fichier de configuration du serveur IRC (par exemple unrealircd.conf si l'IRCd est UnrealIRCd). Cet accès est connu sous le nom de O-Line (Operators Line). Ainsi, pour être reconnu comme opérateur de l'IRC, l'utilisateur doit entrer la commande suivante :
/oper <username> <motdepasse>
Après avoir entré cette commande, dite d'oper-up, un message du type "You are now an IRC Operator" s'affiche, et il devient donc possible d'envoyer des commandes à OperServ. L'oper-up peut être limité de différentes façons : premièrement, après un certain nombre d'oper-ups manqués, le serveur peut faire un Kill sur l'utilisateur pour se protéger contre les tentatives de recherches de mots de passe opérateurs; généralement, un message du type "Protection O-Line" apparait dans le Quit message de l'utilisateur concerné.